# NGC 7300
NGC 7300 is een balkspiraalstelsel in het sterrenbeeld Waterman. Het hemelobject werd op 26 juli 1830 ontdekt door de Britse astronoom John Herschel.

## Synoniemen
- MCG -2-57-11
- PGC 69040